# Anni 1860
Gli anni 1860 sono il decennio che comprende gli anni dal 1860 al 1869 inclusi.

## Eventi, invenzioni e scoperte
- A Bronte nel 1860 (periodo della guerra di secessione Americana) ci fu una frana che distrusse tutto il paese provocando danni gravi alla popolazione.
- Guerra di secessione americana. Dopo la guerra, il 6 dicembre 1865, con la ratifica da parte della Georgia, entra in vigore il tredicesimo emendamento della Costituzione, che abolisce ufficialmente la schiavitù negli Stati Uniti d'America.
- Unità d'Italia. Il 17 marzo 1861 il Parlamento proclama il Regno d'Italia con a capo Vittorio Emanuele. Nei territori dell'ex Regno delle Due Sicilie nasce il fenomeno del brigantaggio.
- 1866: Guerra austro-prussiana o Terza Guerra d'Indipendenza Italiana, con la quale il Regno d'Italia ottiene il Veneto.
- 1864: a Milano viene fondato il Comitato dell'Associazione Italiana per il soccorso ai feriti ed ai malati in guerra, che diverrà in seguito Croce Rossa.

### Tecnologia
- Viene costruita la First Transcontinental Railroad (USA) tra il 1863 e il 1869.

### Scienza
- James Clerk Maxwell pubblica le sue equazioni che determinano la relazione tra magnetismo ed elettricità e mostra che la luce è una forma di radiazione elettromagnetica.
- Gregor Mendel formula le leggi di Mendel, basi della genetica.
- Dmitri Mendeleev sviluppa la tavola periodica.

### Politica
- Unificazione d'Italia sotto re Vittorio Emanuele II di Savoia.

### Sport
- Nel 1863 in Inghilterra vengono codificate le regole del gioco del calcio, viene fondata la Football Association e nascono le prime squadre.

## Personaggi
- Re Vittorio Emanuele II di Savoia
- Giuseppe Garibaldi
- Giuseppe Mazzini
- Regina Vittoria del Regno Unito
- Papa Pio IX
- Imperatore Napoleone III di Francia
- Regina Isabella II di Spagna
- Abraham Lincoln, presidente degli Stati Uniti d'America
- Otto von Bismarck, primo ministro Prussia